# 須賀谷温泉
須賀谷温泉（すがたにおんせん）は、滋賀県長浜市須賀谷町にある温泉。
小谷山の南麓に位置している。

## 泉質
- なし（温泉法上の温泉）

## 温泉地
一軒宿が存在する。

### 周辺
- 西池
- ゲンジボタル生息地
- 近江孤篷庵 - 長浜市上野町にある小堀遠州の菩提寺[1]。
- 小谷寺
- 小谷城跡
- 小谷城戦国歴史資料館 - 長浜市小谷郡上町。浅井氏と小谷城を主とした展示[2]。
- 黒田観音寺 - 長浜市木之本町黒田。伝千手観音菩薩（重要文化財）。拝観要予約[3]。
- 尾山釈迦堂 - 長浜市高月町尾山。釈迦如来座像（重要文化財）、大日如来座像。拝観要予約[4]。
- 向源寺
- 石道寺

## 歴史
戦国時代には小谷城主だった浅井長政をはじめ、お市の方や茶々が湯治に訪れたとされている。湖北地域の温泉としては歴史が古いとされる。
現在の施設は1971年（昭和46年）にオープンしている。

## アクセス
- 鉄道：北陸本線（JR西日本）河毛駅下車、タクシーで約10分。（予約制の送迎バスもあり）
- 車：北陸自動車道
  - 長浜ICから県道37号を左折して国道東上坂交差点まで直進し、国道東上坂交差点で左折して国道365号を北上。田川交差点の先で分岐する一般道沿いにある。
  - ETC専用小谷城スマートIC利用
    - 下り線（敦賀方面行）- 県道265号を直進、郡上交差点を右折して国道365号を約1 km直進して左折。そのまま一般道を直進。
    - 上り線（米原方面）- 県道263号を直進、県道265号との交差点を左折して直進、郡上交差点を右折して国道365号を約1 km直進して左折。そのまま一般道を直進。